# Filino (obwód pskowski)
Filino (ros. Филино) – wieś (ros. деревня, trb. dieriewnia) w zachodniej Rosji, w wołoście Luszczikskaja (osiedle wiejskie) rejonu bieżanickiego w obwodzie pskowskim.

## Geografia
Miejscowość położona jest nad rzeką Aszewka, 9 km od centrum administracyjnego osiedla wiejskiego (Luszczik), 13 km od centrum administracyjnego rejonu (Bieżanice), 122 km od stolicy obwodu (Psków).
W granicach miejscowości znajduje się ulica Wierchniaja (7 posesji).

## Demografia
W 2010 r. miejscowość zamieszkiwała 1 osoba.